# Совет министров Каракалпакстана
Совет министров Каракалпакстана  (каракалп. Qaraqalpaqstan Respublikası Ministrler Keńesi / Қарақалпақстан Республикасы Министрлер Кеңеси, узб. Qoraqalpog‘iston Respublikasi Vazirlar Kengashi / Қорақалпоғистон Республикаси Вазирлар Кенгаши) — правительство Каракалпакстана, является органом исполнительной власти страны.

## Министерства
1. Министерство инвестиций и внешней торговли Республики Каракалпакстан, Министр: Хабибуллаев Бахытжан Сагидуллаевич
2. Министерство экономики и финансов Республики Каракалпакстан, Министр: Ерлепесов Нуруллан Умирзакович
3. Министерство по поддержке махалли и старшего поколения Республики Каракалпакстан, Министр: Турманов Сагындык Турганбаевич
4. Министерство народного образования Республики Каракалпакстан, Министр: Наримбетов Ахмед Караматдинович
5. Министерство дошкольного образования Республики Каракалпакстан, Министр: Бахиева Гулзира Аминовна
6. Министерство внутренних дел Республики Каракалпакстан, Министр: Торебеков Бахтияр Исмандиярович
7. Министерство занятости и сокращения бедности Республики Каракалпакстан, Министр: Азербаев Кууаныш Көшкинбаев
8. Министерство здравоохранения Республики Каракалпакстан, Министр: Курбанов Мурат Исмаилович
9. Министерство юстиции Республики Каракалпакстан, Министр: Мамбеткадыров Сайлаубай Аманбаевич
10. Министерство сельского хозяйства Республики Каракалпакстан, Министр: Зиядуллаев Зохиджон Файзуллаевич
11. Министерство культуры Республики Каракалпакстан, Министр: Темирбаев Бегисбай Жумабаевич
12. Министерство строительства и жилищно-коммунального обслуживания Республики Каракалпакстан, Министр: Айтбаев Кабилбек Бахитбекович
13. Министерство водного хозяйства Республики Каракалпакстан, Министр: Реимбаев Адилбек Рузимухаммадович
14. Министерство транспорта Республики Каракалпакстан, Министр: Каипбеков Парахат Конысбаевич[1]

## Комитеты
1. Комитет лесного хозяйства Республика Каракалпакстан, Председатель: Аминов Айбек Бахтиярович
2. Антимонопольный комитет Республики Каракалпакстан, Председатель: Камалов Зийўатдин Садатдинович
3. Комитет ветеринарии и развития животноводства Республики Каракалпакстан, Председатель: Қайпанов Махмуд Тенгелович
4. Комитета Республики Каракалпакстан по экологии и охране окружающей среды, Председатель: Сапаров Абдирахман Данабаевич[2]

## Управления
1. Главное управление по туризму и спорту Республики Каракалпакстан, Начальник: Зарикеев Расул Полатович
2. Управление по чрезвычайным ситуациям Республики Каракалпакстан, Начальник: Давлетов Азамат Сапарбаевич
3. Управление информации и массовых коммуникаций Республики Каракалпакстан, Начальник: Бекмуратов Азамат Махсетбаевич
4. Управление Государственного таможенного комитета по Республике Каракалпакстан, Начальник: Казаков Илхомбек Базарбаевич
5. Управление статистики Республики Каракалпакстан, Начальник: Ганиев Темирбай Турғанбахиевич
6. Государственный налоговое управление Республики Каракалпакстан, Начальник: Бeкчанов Халмурза Турсынбаeвич[3]

## Агентства
1. Агентство «Каракалпаккино», Директор: Низаматдинов Бектилеу Уснатдинович
2. Управление по развитию фармацевтической отрасли Республики Каракалпакстан, Директор: Сержанов Алишер Халмуратович
3. Каракалпакское информационное агентство, Директор: Нурабуллаев Баҳамдулла Хожамбетович
4. Управление информации и массовых коммуникаций Республики Каракалпакстан, Директор: Бекмуратов Азамат Махсетбаевич[4]

## Председатели Совета Народных Комиссаров/Совета Министров
1. Авезов, Касым (4.1925 — 3.1929) (30.5.1932 — 1935)
2. Курбанов, Джумабай (1935 год — 1938 год)
3. Ниетуллаев, Ходжабай (07.1938 — 1941)
4. Сеитов, Пиржан (1941 — октябрь 1946)
5. Жапаков, Науруз (октябрь 1946 — 1952)
6. Сеитниязов, Джолимбет (1952 — 1954)
7. Сеитов, Пиржан (15 июля 1954 — 1956)
8. Жапаков, Науруз (1956 — 31 марта 1959)
9. Камалов, Каллибек (31 марта 1959 года — 16 марта 1963 года)
10. Айтмуратов, Ережеп (март 1963 — 15 июля 1981)
11. Юсупов, Марат Джуманиязович (15.7.1981 — 1985)
12. Ядгаров, Дамир Салихович (август 1985 — октябрь 1988)
13. Ниетуллаев, Сагындык Даулетиярович (10.1988 — 7.1989)[5]
14. Таджиев Амин Хамраевич (07.1989 — 01.1992)
15. Юлдашев, Реджепбай (1992 — 1995)
16. Джуманиязов, Бахрам Сатымбаевич (с февраля по декабрь 1995 года)
17. Авезматов, Сапарбай (декабрь 1995 — 1998)
18. Таджиев Амин Хамраевич (10.1998 — 7.10.2002)[6]
19. Танирбергенов, Турсынбай Тлеубанович (2002 — 2006)
20. Янгибаев, Бахадир Янгибаевич (23 сентября 2006 года — 13 октября 2016 года)[7][8]
21. Сариев, Кахраман Раматуллаевич (с 14 окт. 2016 г.)[9]